# 1996 en sports équestres
Chronologie des sports équestres
- 1995 en sports équestres - 1996 en sports équestres - 1997 en sports équestres

Cet article présente les faits marquants de l'année 1996 en sports équestres.

## Événements

### Avril
- avril 1996 : la finale de la coupe du monde de saut d'obstacles 1995-1996 est remportée par Hugo Simon et E.T. FRH[1].

### Juillet
- 21 juillet 1996 au 4 août 1996 : épreuves d'équitation aux jeux olympiques à Atlanta (États-Unis)[2].

### Septembre
- 9 septembre 1996 : lancement de la chaîne de télévision française Equidia sous le nom de « France Courses » spécialisée sur les courses hippiques, les sports équestres et le monde du cheval.

### Année
- la finale de la coupe du monde de dressage 1995-1996 à Göteborg (Suède) est remportée par Anky van Grunsven sur Bonfire[3].

## Naissances
- 4 octobre : Lillie Keenan, cavalière américaine.